# Óscar Loza
Óscar Loza Merino (Logroño, España n. 19 de julio de 1994) es un  futbolista español cuyo último club fue el Náxara Club Deportivo en la Tercera Federación de España y que actualmente está sin club. Su posición de origen es defensa. 

## Clubes
| Club                                 | País   | Año       |
| ------------------------------------ | ------ | --------- |
| Club Deportivo Berceo                | España | 2012-2013 |
| Sociedad Deportiva Logroñés          | España | 2013-2014 |
| Club Deportivo Numancia de Soria "B" | España | 2014-2015 |
| Sociedad Deportiva Logroñés          | España | 2015-2016 |
| Centro de Deportes Barco             | España | 2016-2017 |
| Club Deportivo Izarra                | España | 2017      |
| Club Haro Deportivo                  | España | 2017-2020 |
| Sociedad Deportiva Logroñés          | España | 2020-2021 |
| Club Deportivo Izarra                | España | 2021-2022 |
| Náxara Club Deportivo                | España | 2022-2024 |